# ロセンド・エルナンデス
ロセンド・エルナンデス・ゴンサレス（Rosendo Hernández González、1922年3月11日 - 2006年8月3日）は、スペイン・カナリア諸島州サンタ・クルス・デ・ラ・パルマ出身の元サッカー選手、元サッカー指導者。現役時代のポジションはFW。

## 経歴
1942-43シーズンに当時セグンダ・ディビシオンに所属していたクルトゥラル・レオネサでプロデビューを果たし、1944-45シーズン開幕前にホセ・フンコサとのトレードでRCDエスパニョールへ移籍した。エスパニョールではストライカーとしてプレーし、1949-50シーズンにはリーグ戦で12得点を挙げる活躍を見せたことでシーズン終了後に1950 FIFAワールドカップを戦うスペイン代表へ招集された。その後はレアル・サラゴサやUDラス・パルマスといったクラブで短期間プレーして現役から引退した。
現役引退後は指導者の道に進んだが、プリメーラ・ディビシオンのクラブをフルシーズンで率いたのは1963-64シーズンのコルドバCF時代のみと大成はしなかった。